# Reprezentacja Kuby w piłce wodnej mężczyzn
Reprezentacja Kuby w piłce wodnej mężczyzn – zespół, biorący udział w imieniu Kuby w meczach i sportowych imprezach międzynarodowych w piłce wodnej, powoływany przez selekcjonera, w którym mogą występować wyłącznie zawodnicy posiadający kubańskie obywatelstwo. Za jej funkcjonowanie odpowiedzialny jest Kubański Związek Pływacki (FCN), który jest członkiem Międzynarodowej Federacji Pływackiej.

## Historia
W 1967 reprezentacja Kuby rozegrała swój pierwszy oficjalny mecz na igrzyskach panamerykańskich.

## Udział w turniejach międzynarodowych

### Igrzyska olimpijskie
Reprezentacja Kuby 5-krotnie występowała na Igrzyskach Olimpijskich. Najwyższe osiągnięcie to 5. miejsce w 1980 roku.

### Mistrzostwa świata
Dotychczas reprezentacji Kuby 8 razy udało się awansować do finałów MŚ. Najwyższe osiągnięcie to 4. miejsce w 1975.

### Puchar świata
Kuba 4 razy uczestniczyła w finałach Pucharu świata. W 1981 zdobyła brązowe medale.

### Igrzyska panamerykańskie
Kubańskiej drużynie 12 razy udało się zakwalifikować na Igrzyska panamerykańskie. W 1991 została mistrzem.